# Николај Јуденич
Николај Николајевич Јуденич (рус. Николай Николаевич Юденич; Москва, 30. јул 1862 — Сен Лорен ди Вар, 5. октобар 1933) је био један од најуспешнијих генерала војске Царске Русије за време Првог светског рата. Био је вођа белогардејаца у северозападној Русији за време Руског грађанског рата.

## Пре Првог светског рата
Рођен је у Москви. Завршио је 1881. Александровско војно училиште, а 1887. генералштабну академију. За време Руско-јапанског рата (1904 — 1905) је био командант пука. После рата био је начелник штаба Казанског (1912) и Кавкаског (1913) војног округа.

## Кавкаски поход
На почетку Првог светског рата постао је начелник штаба Кавкаске армије и успешно је победио велику турску војску Енвера Паше у бици код Сарикамиша. После те велике победе, у којој је нестала готово цела једна турска армија унапређен је за команданта руске кавкаске армије. Покушао је да искористи расуло турске војске након пораза код Сарикамиша, па је кренуо у освајање турске територије и дошао је до језера Ван у мају 1915. године. Два месеца касније Руси су се повукли из подручја језера Ван. У септембру су Руси поново заузели језеро Ван. Око те тачке наставиле су се борбе око 14 месеци, мало напред, мало назад.
Николај Јуденич је успешно током 1916. извео једну офанзиву. Победио је Турке у бици код Ерзурума и освојио је лучки град Трабзон (Трапезунд). Током љета уследила је турска контраофанзива, али Руси су поново победили у бици код Ерзинкана. После фебруарске револуције у Русији Јуденич је прекомандован на безначајну функцију у Средњој Азији. Месец дана након тога повукао се из армије у пензију.

## Вођа белогардејаца
Годину дана после Октобарске револуције Јуденич је емигрирао у Француску, а затим у Естонију. У јулу 1919. постао је командант северозападног фронта белоармејаца. Постао је и члан контрареволуционарне северозападне „владе“, која је створена уз помоћ Велике Британије. Три месеца је провео тренирајући и организујући армију. Британска влада је давала сву потребну финансијску подршку. Јуденич је имао око 20.000 војника, па је у октобру 1919. кренуо у напад према Петрограду. Пошто се бољшевичка армија борила на неколико фронтова (са Колчаком у Сибиру и неколико козачких армија у Украјини) Петроград није бранила велика бољшевичка војска.
Јуденичев пријатељ Карл Манерхајм је замолио председника Финске Сталберга да се придружи Јуденичу и да Финци нападну Петроград заједно са Јуденичем. Јуденич би заузврат признао независност Финске. Пошто Колчак не би признао финску независност Сталберг није прихватио да се Финци укључе. Због тога је Јуденич морао сам да нападне Петроград. Његова војска је 19. октобра 1919. дошла до обода Петрограда. У то време главно вођство бољшевичке власти помирило се са падом Петрограда, али Лав Троцки се није слагао. Троцки је отишао у Петроград и лично је организовао одбрану града. Оружје је подељено фабричким радницима и послани су да се супротставе Јуденичевој армији. Напад Јуденичевих снага није успео, па су 1. новембра започели са повлачењем. Нашли су уточиште у Естонији, где су се сложили да се разоружају. Британски бродови су их евакуисали 1920. из Естоније. Јуденич је после тога преосталих 13 година живео у Француској, не играјући важну улогу међу белогардејским емигрантима. Умро је у Паризу 5. октобра 1933. године.